# Coal Exchange, Cardiff
Coal Exchange (Borza za premog), prvič odprta kot Coal and Shipping Exchange, je bila borza za trgovanje s premogom v Cardiffu, Walesu. Je na trgu Mount Stuart v Butetownu in je bila dolga leta središče uspešne mestne pomorske industrije. Nato je postala glasbeno prizorišče, preden so jo leta 2013 za nedoločen čas zaprli zaradi varnostnih vprašanj gradnje. Pisarne so še vedno v uporabi v West Wingu.  Deli krila stavbe ostajajo odprta in so zdaj pisarne za več lokalnih podjetij. Po vrsti predlogov za rušenje je Svet Cardiffa kupil Coal Exchange in leta 2016 napovedal, da bo stavba v celoti obnovljena kot hotel z muzejem s podrobno zgodovino stavbe in dokov Cardiffa. 

## Zgodovina
Preden je bila Coal Exchange zgrajena na trgu Mount Stuart, je bil to stanovanjski trg z osrednjim vrtom. Ko je mesto raslo v blaginji, je postalo območje gospodarsko. Trgovci premoga so uporabljali kredo za pisanje spreminjajoče se cene premoga na tablice zunaj svojih pisarn ali sklepali pogodbe v gostilnah ali javnih hišah. 
Ko je Cardiff postal največje pristanišče premoga na svetu, je med letoma 1884 in 1888 Edwin Seward zgradil stavbo. Večina poslov, ki se je nanašala na rudnike premoga v dolinah Južnega Walesa, premog so rudniki dovažali v Cardiff, od koder so ga razpošiljali naprej, se je sklepala tu.
Stavba je imela pomembno vlogo v industrijskem Cardiffu 19. stoletja. Par korintskih stebrov, hrastov balkon in bogata lesena obloga so krasili trgovalno dvorano, ki jo je obnovil Edwin Seward leta 1911. 
Po odprtju so se lastniki premoga, lastniki ladij in njihovi zastopniki dnevno sestajali v trgovalni dvorani, v kateri so sklepali pogodbe. Na vrhuncu trgovanja od poldneva do trinajste ure je bilo lahko tam več kot 200 moških, ki so krilili z rokami in kričali. Do 10.000 ljudi je šlo v stavbo in iz nje vsak dan. Včasih je bila svetovna cena premoga določena tukaj.
Trdijo, da je bil prvi £ 1.000.000 velik poslovni dogovor narejen v Coal Exchange med transakcijo na prelomu 20. stoletja, leta 1901. 2500 ton premoga so prepeljali v Francijo. 

### Povojno obdobje
Cardiffsko zanašanje na premog v Bute Docks je bilo zelo občutljivo za kakršne koli spremembe povpraševanja po njem. Ob koncu vojne so doki še nazadovali. Coal exchange so zaprli leta 1958 in izvoz premoga se je končal leta 1964.
Stavba je postala del zaščite stopnje II* leta 1975. 
Leta 1979 je bila stavba namenjena za sedež predlagane Valižanske skupščine, zato je bilo močno okrepljeno podzemno parkirišče (predvideno tudi, da deluje kot jedrsko zaklonišče) , vendar so načrt ljudje zavrnili na referendumu. Leta 1983 naj bi bila stavba sedež za valižanski jezik televizijske postaje S4C, a tudi to ni uspelo. Borzna dvorana je bila uporabljena za več prireditev in kot kraj za snemanje za različne dele zabavne industrije, na primer BBC-jeve drame Bevan.
Ponovno odpiranje, zapiranje in sedanje stanje
Leta 1988 je bila stavba ponovno pridobljena in nato leta 2001 popolnoma prenovljena in  spremenjena v veliko prizorišče. Prizorišče je gostilo predstave, kot so Arctic Monkeys, Manic Street Preachers, Ocean Colour Scene, Stereophonics in Biffy Clyro. 
Borzo so za nedoločen čas zaprli 7. avgusta 2013 zaradi grajenja varnostnih izboljšav. S poznejšo likvidacijo družbe, ki jo je imela v lasti do leta 2014, je lastništvo prešlo na Crown Estate, ki si prizadeva za ohranitev zgodovinske strukture stavbe z nedobičkonosno organizacijo Save the Coal Exchange Limited.  Februarja 2015 je ministrica za gospodarstvo valižanske vlade Edwina Hart naročila študijo izvedljivosti za prihodnjo ponovno uporabo stavbe. Maja 2015 je bilo potrjeno, da bo izmenoma uporabljena za snemanje priredbe filma The Crow. Leta 2016 je bilo napovedano, da bo stavba v celoti obnovljena kot hotel z muzejem s podrobno zgodovino stavbe in dokov Cardiffa. 

## Dodatek
Coal Exchange je bil povezan z železniško postajo Cardiff Bay in Cardiffsko avtobusno progo 7, 8, 35 in avtobusnim prevoznikom Baycar . 

## sklici
1. ↑  »Campaign Website«. Save the Coal Exchange. Arhivirano iz prvotnega spletišča dne 25. maja 2015. Pridobljeno 24. maja 2015.
2. 1 2  »Cardiff's Coal Exchange saved in £40m hotel revamp«. BBC News. BBC. Pridobljeno 15. aprila 2016.
3. ↑  »South East Wales | Coal Exchange and Mountstuart Square«. BBC. 4. november 2009. Pridobljeno 10. junija 2012.
4. ↑  »History«. Coal Exchange. Arhivirano iz prvotnega spletišča dne 4. junija 2012. Pridobljeno 10. junija 2012.
5. ↑  , BBC News. Retrieved 2014-01-10.
6. ↑  Cardiff Exchange Building, Butetown, British Listed Buildings. Retrieved 2013-03-21.
7. ↑  Evans, Catherine; Dodsworth, Steve; Barnett, Julie (1984), Below the Bridge: A photo-historical survey of Cardiff's docklands to 1983, Cardiff: National Museum of Wales Cardiff, str. 37–38, ISBN 0-7200-0288-5
8. ↑  »Open Mic | Venues | Cardiff Coal Exchange«. Openmicuk.co.uk. Arhivirano iz prvotnega spletišča dne 2. marca 2012. Pridobljeno 10. junija 2012.
9. ↑  »Save the Coal Exchange«. Arhivirano iz prvotnega spletišča dne 5. marca 2016. Pridobljeno 28. aprila 2016.
10. ↑  »Location«. Coal Exchange. Arhivirano iz prvotnega spletišča dne 24. julija 2012. Pridobljeno 10. junija 2012.